# إبراهام بغاردوس
إبراهام بغاردوس (بالإنجليزية: Abraham Bogardus)‏ هو مصور أمريكي، ولد في 29 نوفمبر 1822 في مقاطعة دوتشيز في الولايات المتحدة، وتوفي في 22 مارس 1908 في بروكلين في الولايات المتحدة.